# Tågarp, Svalövs kommun
Tågarp är en tätort belägen vid Råån i Svalövs kommun i Skåne län. En mindre  del av tätorten ligger i Landskrona kommun. Orten är belägen vid Råådalen - en slättdalgång utmed Råån. Länsväg 110 skär rakt igenom byn.

## Samhället
Tågarp har en viss stadsmässig bebyggelse och en gästgiveribyggnad med anor från 1800-talet. Orten består huvudsakligen av villabebyggelse. Tågarp har pågatågstation på linjen Helsingborg–Malmö. I Tågarp finns en bensinstation, en restaurang (med kiosk), en pizzeria samt ett frivilligt brandvärn. Tidigare har det även funnits tobaksaffär, lanthandel samt konditori och systembolagsbutik. I närheten av Tågarp ligger Norraby Kloster som tillhör Karmelitorden.

## Systembolaget, det enda i Svalövs kommun
Trots dess relativt lilla befolkningen, hade Tågarp länge ett systembolag, det enda i Svalövs kommun. Bolaget gav byn ett folkliv som mycket få svenska byar av liknande storlek hade. Det drog till sig sympatiköpare som även handlade annat. T.ex fanns tre bensinstationer, ett värdshus samt två glasskiosker och allehanda butiker. Det mesta av detta försvann efter systembolagets flytt till Svalöv, under sent 80-tal.

## Historia
Det ursprungliga Tågarp var en frälseby under Sireköpinge säteri och bestod av 10 hemman. I skjutshållssystemet, som utvecklades under 1600-talets andra hälft, var Tågarp en av anhalterna på vägen mellan Göteborg och Malmö. Skifteskarta från år 1755/1756 över Tågarps by visar att där man idag finner samhället, fanns inget annat än gästgiveriet. Gästgiveribyggnaden av idag uppfördes på 1880-talet, efter att en brand ödelagt den gamla gästgivaregården. Tågarps tid som tätort inleds i samband med järnvägens framdragning. Det kom dock att dröja cirka 50 år innan man kan tala om annat än spridd bebyggelse. Mot 1800-talets slut förtätades bebyggelsen och villorna växte fram. Säteriet i Sireköpinge var under 1700-talet en av de största gårdarna i Skåne och var kungsgård fram till 1547. Mangårdens vitputsade huvudbyggnad med två flyglar härrör från tidigt 1800-tal, medan ladugårdskomplexet i gråsten till sina äldre delar härrör från 1700-talet.

### Gästgivare och skjutsstation
Gårdarna i Tågarps by var frälse under Sireköpinge, som ägdes av Hans Ramel. Han besvärade sig hos guvernören mot att det skulle bli gästgiveri i Tågarp. Man utredde andra lokaliseringar. År 1699 fanns det dock fortfarande ingen gästgivargård i Tågarp. Enligt mätningar var avståndet mellan Mörarp och Annelöv endast 2½ mil, men i ett brev till guvernören anser befallningsmannen Nils Bergman denna väg vara ”den wersta weg som kan finnas i Landet". Tågarps gästgivargård uppfördes av allmogen i Luggude härad på byns utmark i Rönnebergs härad. Det exakta året för byggandet är okänt. Sireköpinge kyrkobok nämner en  gästgivare i Tågarp 1702. I ett brev till guvernören i januari 1705 kallas Nils Jönsson gästgivaren för Crono Ländsman och Krögare. 1714 skrev Nils Jönsson, där han  begärde betalt för nybyggnad och reparationer som han gjort vid Tågarps gästgivargård under den tid han varit kronolänsman och gästgivare där. Han bifogade attesterad specifikation. Nybyggnaden var ett ”9 binningar huus” av ektimmer och lerväggar, halmtäckt med 30 travar halm. Efterträdare var gästgivaren Jöns Eriksson Bergh, men denne dog redan i februari 1718. Han uppges då ha varit 35 år. Samma år vigdes ”ärborne wälförfarne Hr Fältskiären Gabriel Heisler och Madame Brithe Tregård i Tågerup" gästgivargård. Efter Gabriel Heisler kom Wilhelm Wessman, som enligt protokollet vid Onsjö häradsrätts höstting 1726 först hade varit gästgivare i Annelöv. Efter att gästgivargården där brunnit ner var Willhelm Wessman medellös, och kunde inte bygga upp gästgivargården igen. Han bytte då med Gabriel Höijsler vid Tågarp gästgivargård, Wessman dog 1774.

### Tågarps mejeriförening 1894–1960
Mejeriets arkiv förvaras på Lunds landsarkiv. Tågarps Mejeriförening valde styrelse samt antog stadgar den 18 januari 1894. Föreningen inköpte Tågarps Mejeri ”utan inventarier”. Efter till- och ombyggnad samt maskinanskaffning startades driften den 1 maj 1894. Mejeriet tillbyggdes och moderniserades 1923 på grund av ökad mjölktillförsel. Det betecknades därefter av fackmän som ”ett mönstermejeri inom provinsen”. Bland leverantörerna märktes flera stora gårdar, bland andra Axelvold och Halmstadgården. Producenter vid Ekeby Mejeriförening tillkom efter nedläggningen 1947. 1952 överfördes leverantörer från Kågeröds Mejeri.
Verksamheten bestod till en början främst av smörtillverkning. Det mesta av produktionen såldes för export genom en grossist i Malmö till och med 1905, därefter genom Skånska Smörexportföreningen. Överskott av skummjölk avsattes från 1899 till privata ysterier i Flygeltofta eller Vallåkra. Skummjölk såldes också till AB Siccator i Eslöv eller P. Bondesson i Svalöv. Från 1930-talet levererades överloppsskummjölk till Kågeröds Mejeri.
Vid mejeriets start antogs en återförsäljare av mejeriprodukter i Tågarp. Från 1903 omtalas även handel med mejerivaror i kringliggande byar Ekeby, Skromberga, Truedstorp och Brödåkra. Mejeriföreningen övertog själv direktförsäljningen till ortsbefolkningen 1929, även från egen butik i mejeriet samt i en hyrd lokal från 1950. 1943 tvingades man till mjölkleveranser till Råå mejeri av folkförsörjningsskäl. År 1926 påpekades att hela produktionen såldes på hemmamarknaden. Föreningen hyrde från 1907 två affärslokaler i Helsingborg, där handeln med smör och sötmjölk snabbt nådde betydande omfattning. Sortimentet utökades på 1930-talet med kärn- och filmjölk. Tågarpsföreningen deltog i bildandet av Hälsingborgs Mjölkcentral 1931. Leveranser av främst smör till handlare i Landskrona omnämns 1909. Under mitten av 1950-talet ändrades distributionsförhållandena i Helsingborg vilket ledde till en minskning av föreningens omsättning. Härtill bidrog en avtagande smörkonsumtion från 1958. Förhandlingar med Landskronaortens Mejeriförening under 1959 resulterade i beslut samma år om att Tågarps Mejeriförening, skulle uppgå i denna genom fusion. Tillträdesdag var den 1/1 1960.

### Befolkningsutveckling
| Befolkningsutvecklingen i Tågarp 1960–2020 | Befolkningsutvecklingen i Tågarp 1960–2020 | Befolkningsutvecklingen i Tågarp 1960–2020 | Befolkningsutvecklingen i Tågarp 1960–2020 | Befolkningsutvecklingen i Tågarp 1960–2020 |
| ------------------------------------------ | ------------------------------------------ | ------------------------------------------ | ------------------------------------------ | ------------------------------------------ |
|                                            |                                            |                                            |                                            |                                            |
| År                                         |                                            |                                            | Folkmängd                                  | Areal (ha)                                 |
| 1960                                       | 1960                                       |                                            | 263                                        |                                            |
| 1965                                       | 1965                                       |                                            | 336                                        |                                            |
| 1970                                       | 1970                                       |                                            | 359                                        |                                            |
| 1975                                       | 1975                                       |                                            | 392                                        |                                            |
| 1980                                       | 1980                                       |                                            | 332                                        |                                            |
| 1990                                       | 1990                                       |                                            | 412                                        | 41                                         |
| 1995                                       | 1995                                       |                                            | 417                                        | 41                                         |
| 2000                                       | 2000                                       |                                            | 413                                        | 41                                         |
| 2005                                       | 2005                                       |                                            | 434                                        | 42                                         |
| 2010                                       | 2010                                       |                                            | 431                                        | 42                                         |
| 2015                                       | 2015                                       |                                            | 417                                        | 52                                         |
| 2020                                       | 2020                                       |                                            | 460                                        | 50                                         |
|                                            |                                            |                                            |                                            |                                            |

### Politik
Tågarp var innan Sverigedemokraterna skapades en by som röstade på Centerpartiet och Socialdemokraterna. När Sverigedemokraterna sedan tillkom så växte de snabbt; de gick från att ha enbart några enstaka mandat i kommunvalet till att bli det överlägset största partiet. Valet 2018 fick Sverigedemokraterna närmare 45 % i byn. Socialdemokraterna har dock fortfarande en del stöd i byn, men de är svagare här än generellt i landet. Moderaterna får också en del röster, men är generellt svagare än rikssnittet, vilket till stor del beror på Sverigedemokraternas etablering. Miljöpartiet och Feministiskt initiativ är mycket små här, men det tredje konservativa partiet, Kristdemokraterna, är också små i byn. Centerpartiet är mycket mindre än vad de tidigare var, vilket beror på att deras väljare har gått till andra partier.

## Kommunikationer

### Järnväg
Den lokala persontrafiken i västra Skåne var under 1970-talet nedläggningshotad. 1983 tog kommunerna i området över ansvaret och skapade Pågatågen. Billeberga–Landskrona avvecklades 1982 och Kävlinge–Landskrona moderniserades (är nu en del av Västkustbanan). På sträckan Teckomatorp-Eslöv försvann persontrafiken. Landskrona–Helsingborg öppnades 2001. Teckomatorp–Helsingborg fick då bara lokaltrafik med pågatåg. Eslöv–Teckomatorp rustades 2016 för persontrafik med en hållplats i Marieholm. Persontrafiken startade på sträckan Eslöv–Teckomatorp den 11 december 2016. Pågatågen stannar i Tågarp utmed Rååbanan mellan Teckomatorp och Helsingborg.

## Kommunal service
Barnomsorg finns genom förskolan Alfabo för barn i åldern 1-5 år. Förskolan invigdes 2010 och ersatte då förskolan Annebo. Alfabo har tre åldersindelade avdelningar med plats för ett 50-tal barn. 2018 var en av avdelningarna tom medan Billeberga hade brist på platser i barnomsorgen.Barnen i Tågarp går i skola i Billeberga till och med årskurs 6. Barnen åker dit med skolbuss. Fritidshemsplatser finns i Billeberga. De äldre eleverna i årskurs 7-9 går på Linåkerskolan i Svalöv. De åker med  Skånetrafikens linjebuss. I Tågarp finns idrottsplats, fritidsgård och boulebana.

## Näringsliv
Skåne-möllan grundades 1971 av Sten Persson, Nils Jönsson, och Evald Nilsson. Man ville bli ett alternativ till de stora mjölleverantörerna. Då hade lantbruks- och jordbrukskooperativen 90 % av mjölmarknaden. Första byggetappen stod klar 1972,  därefter har man vid ett flertal tillfälle byggt ut för att kunna öka både kvarn- och lagerkapacitet. Fram till 1994 var Skåne-möllan ett helägt dotterbolag till Svenska Foder. Men 1 januari 1995 köpte Sten Persson tillsammans med Midway ut bolaget. Sedan dess har personalstyrkan mer än dubblats. I juli 1998 börsnoterades Skåne-möllan på Firsth North. Bolaget har 605 aktieägare och de tre huvudägarna Boken Invest AB, Tibia Konsult AB och Norgesmøllene AS äger tillsammans 76,5 % av aktierna. Skåne-möllans nisch är TTT-produkter (tid, tryck, temperatur). Företaget har tre bulkbilsekipage som levererar mjölet. Företaget levererar specialprodukter till bagerier, livsmedelsindustrier och konditorier. Skåne-möllan byggde en ny fabrik för omkring 50 miljoner kronor i Tågarp 2009–2010. Företaget har en årskapacitet på cirka 20 000 ton spannmål.
Svenska Foder har en mottagningsanläggning i norra Tågarp. Foderfabriker finns i Hällekis, Västerlösa, Tågarp och Åhus.
Mardam Agentur AB grundades 1920 och dess dåvarande namn var Tågarps Cementgjuteri. Vid gjuteriets nedläggning 1989 skedde namnändringen till Mardam Agentur AB. Bolaget är familjeägt och drivs nu av fjärde generationen. MIA är ett av företagets registrerade varumärken. Bolaget säljer betäckningar och geosynteser. Sedan 2011 ingår även Nordic Cover AB i bolagets organisation, som ett helägt dotterbolag.
Loarp Energi AB är en ny del av lantbruket Loarp AB med en modern pelletsfabrik för produktion av biobränsle. Pelletsfabriken är en del av Loarps gård som också bland annat driver jordbruk och lagerhållning av fordon. Pelletsfabriken brann i januari 2018. Branden upptäcktes av en lastbilschaufför som kom för att leverera timmer tidigt på morgonen 3 februari 2018. Tillverkningen av spån och pellets började under nuvarande former år 2013, så anläggningen är modern och den enda i Skåne. Den årliga produktionen har legat på 20 000 ton, enligt företagets hemsida. För andra gången på drygt ett och ett halvt år drabbades Loarps gård utanför Tågarp av en omfattande brand den 28 augusti 2019. Branden orsakades av blixten. Branden begränsades till en byggnad och var inte kritisk för pelletsproduktionen på gården.
Ett annat jordbruk i Tågarp driver företaget Generalens hampa. Man odlar egen hampa med låg THC-halt och importerar också hampa.
Tågarps pizzeria är ett familjeföretag som ligger i det gamla gästgiveriet.

### Bankväsende
Tågarps sparbank grundades 1871. Den gick 1969 ihop med Billeberga sparbank för att bilda Tågarps-Billeberga sparbank. Den uppgick i sin tur i Sparbanken Västra Skåne som senare skulle bli en del av Sparbanken Sverige. Vid bildandet av Föreningssparbanken överläts verksamheten år 1999 till Färs och Frosta sparbank. Denna bank stängde kontoret i Tågarp den 27 maj 2005.
Tågarp hade under en några år även ett kontor tillhörande Skandinaviska kreditaktiebolaget. Det drogs in år 1925.

## Idrott och föreningar
Fotbollsklubben Tågarps AIK. är den största idrottsföreningen på orten. Föreningens historia skildras i boken Tågarps AIK : jubileumsskrift : 1925-1985 som gavs ut av klubben 1985 och trycktes av GH reklam i Teckomatorp. Idrottsföreningen driver även fritidsgården och uthyrning av samlingslokal. Därutöver finns bland annat Tågarps Skytteförening samt PRO i Tågarp. Tågarps AIK har tagit ett stort ansvar för att bibehålla samhällsservicen på orten.